# Трофимов, Захар Трофимович
Захар Трофимович Трофимов (25 марта 1897 года, Большое Ямашево, Ядринский уезд, Казанская губерния — 21 февраля 1961, Москва) — советский военачальник, генерал-майор (1944).

## Начальная биография
Захар Трофимович Трофимов родился 25 марта 1897 года в деревне Большое Ямашево Ядринского уезда Казанской губернии ныне Ядринского района Чувашии. Чуваш.

## Военная служба

### Первая мировая и гражданская войны
В 1915 году был призван в ряды Русской императорской армии, после чего был направлен на учёбу в Саратовскую школу прапорщиков, после окончания которой был назначен на должность командира роты. Принимал участие в боевых действиях на Юго-Западном фронте. В 1917 году закончил повторные офицерские курсы, в том же году в чине прапорщика был демобилизован из рядов армии.
В 1919 году вступил в ряды РККА. С 1920 по 1921 годы, находясь на должности командира сводного курсантского отряда, принимал участие в боевых действиях на Северном и Туркестанском фронтах.

### Межвоенное время
В 1922 году был назначен на должность командира роты в 4-й Ташкентской Объединённой школе комсостава имени В. И. Ленина.
После окончания Военной академии имени М. В. Фрунзе с июля 1927 года служил в Ленинградской школе связи на должностях преподавателя и главного руководителя тактики, командира и начальника штаба. В январе 1933 года был назначен на должность старшего преподавателя тактики Военной академии имени М. В. Фрунзе. В декабре 1939 года — на должность научного руководителя цикла по тактике и службе в Высшей военной школе штабной службы РККА, а в ноябре 1940 года — на должность старшего преподавателя кафедры общей тактики и начальника курса в Военной академии имени М. В. Фрунзе.

### Великая Отечественная война
С началом войны Трофимов продолжал служить в той же академии. С марта 1943 года был назначен на должность начальника штаба формированного в Среднеазиатском военном округе 58-го стрелкового корпуса. С 8 по 17 июля временно исполнял должность командира этого корпуса.
С декабря 1943 по 21 января 1944 года Трофимов временно командовал 120-м стрелковым корпусом, который находился на формировании в Дмитрове (Московский военный округ), а затем в резерве Ставки Верховного Главнокомандования. Вскоре занимал должность начальника штаба этого корпуса.
В апреле 1944 года корпус был включён в состав 59-й армии (Ленинградский фронт), которая до лета этого же года вела оборону на восточном берегу Чудского озера от Васккарве до Гдова. В июле корпус был передислоцирован на Карельский перешеек, где принял участие в ходе Выборгской наступательной операции.
В июле 1944 года генерал-майор Трофимов был назначен на должность командира 329-й стрелковой дивизии, которая принимала участие в ходе Львовско-Сандомирской наступательной операции, во время которой прошла более 200 километров, форсировала пять рек, среди которых реки Сан и Висла, а также принял в овладении Сандомирского плацдарма на западном берегу Вислы и участвовала в освобождении города Сандомир, за что Захар Трофимович Трофимов был награждён орденом Красного Знамени.
В сентябре 1944 года был назначен на должность командира 106-й стрелковой дивизии, которая принимала участие в освобождении Польши, однако в январе 1945 года Трофимов был снят с занимаемой должности и назначен исполняющим должность начальника отдела боевой и физической подготовки 78-й гвардейской стрелковой дивизии. В марте был назначен на должность командира этой дивизии, которая вскоре отличилась в ходе Берлинской и Пражской наступательных операциях, а также при освобождении Дрездена. За умелое руководство частями дивизии Захар Трофимович Трофимов был награждён орденом Суворова 2 степени.
За время войны Трофимов был два раза упомянут в благодарственных в приказах Верховного Главнокомандующего.

### Послевоенная карьера
После окончания войны Трофимов продолжал командовать дивизией. После её расформирования был в 1946 году был назначен на должность начальника курса основного факультета Военной академии имени М. В. Фрунзе.
Генерал-майор Захар Трофимович Трофимов в июле 1957 года вышел в отставку. 
Умер 21 февраля 1961 года в Москве.

## Награды
- Орден Ленина (21.02.1945[4]);
- Три ордена Красного Знамени (22.12.1944, 03.11.1944[4], 1949[4]);
- Орден Суворова 2 степени;
- Орден Красной Звезды (07.12.1943);
- Медали[5];
- Иностранные награды, в том числе:
  - Военный крест (Чехословакия);
  - орден Грюнвальда (Польша).